# Mach-sávok
A Mach-sávok optikai illúzió eredményeképpen jönnek létre, a jelenség nevét Ernst Mach fizikusról kapta. A jelenség két különböző fényesség-gradiensű mező határán jön létre. A szemlélő számára világos és sötét sávok látszanak az elválasztó határ mentén, még abban az esetben is, ha a fényesség a határ mindkét oldalán azonos.

## Történet
Az illúzió leírása Ernst Mach (1838-1916) osztrák filozófus és fizikus nevéhez fűződik. Mach tudományos munkássága kiterjedt volt, többek között kutatta a nagysebességű gázáramlásokat is. Az ő nevét viseli a Mach-szám.
A hangsebesség vizsgálata mellett Mach érdeklődött az iránt is, hogy milyen összefüggés áll fenn a fényerősség és az általa keltett érzet között. Ezen probléma kutatása közben írta le ezt az illúziót az 1860-as években.

## Az illúzió szemléltetése

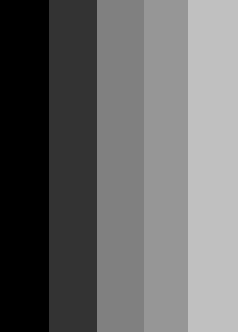
I. ábra

Kísérleteihez mintákat állított elő papírból, melyek hasonlóak voltak az I. ábrán láthatóhoz.
Az ábrán látható öt sáv fényerőssége balról jobbra haladva egyre nagyobb. A fényerősség kifejezi, hogy a sáv mennyi fényt ver vissza, a sávról mennyi fény érkezik a szembe. Egy sávon belül nincs fényerősség-különbség, a sávok homogének fényerősség szempontjából. Mégis, egy-egy sáv határán a sötétebbik sáv jobb oldali széle még sötétebbnek tűnik a sáv fényerősségéhez képest, míg a világosabbik sáv bal oldali része még világosabbnak látszik a sáv többi részéhez képest. Ezek a sávokon belüli világosság-különbségek valójában nem léteznek, illuzórikusak.

## Magyarázata
Mach már annak idején, a korabeli anatómiai-élettani ismeretek birtokában rájött arra, hogy az illúzió magyarázata a retinán lévő ellentétes hatásokban rejlik. Ma már bővebb ismeretekkel rendelkezünk a retina sejtjeiről és azok működéséről, így az illúziót pontosan meg tudjuk magyarázni.
A szemben a retinán található fényre érzékeny speciális sejtek, fotoreceptorok észlelik a fényt, melyek az információt bipoláris sejteknek, majd azok a retina ganglionsejtjeinek továbbítják, melyeknek axonjai alkotják a látóideget, és vezetik az információt az agyba. Emellett találhatóak még a retinán oldalirányú (laterális) kapcsolatok is, melyek a horizontális és az amakrin sejtek segítségével valósulnak meg. Azonban fotoreceptorokból jóval több van, mint bipoláris sejtekből, illetve ganglionsejtekből. Lényegében az információt sűríteni kell, így már a retinán megkezdődik a feldolgozás.

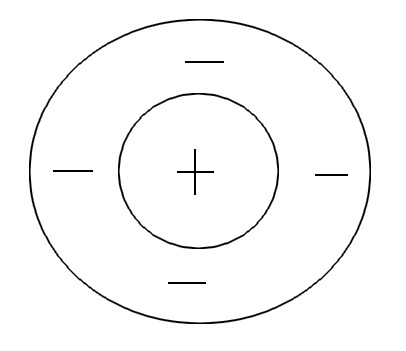
II. ábra

A sűrítés a receptív mezők által történik.
Minden retinális ganglionsejtnek megfeleltethető a retina egy területe, melynek ingerlésére a ganglionsejt reagál. Ezek a mezők koncentrikus kör alakúak, megkülönböztetjük központjukat és perifériájukat. A központ és a periféria antagonisztikus (ellentétes) módon reagál a fényre. Ha a központot (II. ábrán: + ) éri fény, a ganglionsejt sűrűbben fog tüzelni, ha a perifériát (2. ábrán: - ), a tüzelés ritkább lesz, tehát a fény ellentétes hatást vált ki a receptív mező központjában és a perifériáján. Az ilyen receptív mezővel rendelkező ganglionsejteket „BE” vagy „ON” típusúnak nevezzük (Léteznek „KI” vagy „OFF” típusú retinális ganglionsejtek is, ezek esetében a központra érkező fény vált ki gátlást, míg a perifériára eső fény serkentő hatású.). Összefoglalva, a receptív mezők szerepet játszanak a fényintenzitás-különbségek, a kontraszt detektálásában.
Az illúzió magyarázatát a receptív mezők működésének antagonizmusa adja.

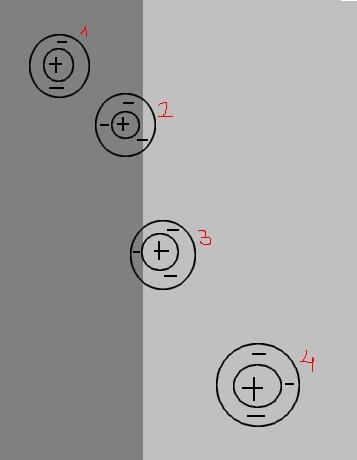
III. ábra

Nézzük például a III. ábrán a legszélső, 1-gyel jelölt receptív mezőt. Központját és perifériáját ugyanolyan erősségű fény éri. A 2. számú receptív mező központja teljesen a sötét sávra esik, viszont perifériájának egy része már a nagyobb fényerősségű sávról kap fényt, ezáltal erősebb lesz a periféria gátló hatása, így a 2. receptív mezőhöz tartozó ganglionsejt válasza gyengébb lesz, ezáltal ezt a területet sötétebbnek észleljük. A 4. számú receptív mező teljes egészében a világos sávra esik, központját és perifériáját ugyanolyan erősségű fény éri. A 3. számú receptív mező központja úgyszintén teljesen a világosabbik sávra esik, viszont perifériájának egy része a sötétebb sávra esik, így a periféria kisebb gátló hatást fejt ki, mint a 4. receptív mező esetében. Így a 3. receptív mezőhöz tartozó ganglionsejt erősebb választ fog adni, mint a 4. mező ganglionsejtje, ezért észleljük a határvonal mentét világosabbnak a sáv egészénél.

## Színes Mach-sávok?
A színek hatással vannak a kontrasztérzékelésre. Erre mutatott rá egy kísérlet, melyben az alanyoknak színes, illetve szürke árnyalatú sávokat tartalmazó ábráknál (hasonlóak az I. ábrán láthatóhoz) kellett meghatározniuk a Mach-sávok észleléséhez szükséges fényerősség-különbséget, illetve egy másik kísérlet, mely során a kétféle (színes-szürke árnyalatú) Mach-sávok fényességét kellett megállapítani. Az azonos fényerejű, de eltérő színű ábrákon nem voltak láthatóak a Mach-sávok, tehát önmagában a színkülönbség nem képes az illúzió előidézésére. Viszont a szürke árnyalatú Mach-sávok észlelési kontrasztküszöbe színezés után csökkent, illetve az észlelt fényességük növekedett. Az, hogy a színek eltérése fényerősség-különbség nélkül nem idézte elő az illúziót, azt mutatja, hogy a színek kontraszt-erősítő folyamatai csak akkor valósulnak meg, ha a szín és a kontraszt kölcsönhatásba tudnak lépni.